# 青森県立中里高等学校
青森県立中里高等学校（あおもりけんりつ なかさとこうとうがっこう）は、青森県北津軽郡中泊町大字高根字小金石にあった県立高等学校。

## 沿革
- 1975年（昭和50年）
  - 4月1日 - 青森県立中里高等学校開設準備のため事務局を五所川原高校内に設置。
  - 5月12日 - 校地造成工事開始。
  - 7月16日 - 校舎建築工事開始。
- 1976年（昭和51年）
  - 3月12日 - 入学者選抜学力検査を中里中学校で実施、受検者177名(男103、女74)。
  - 3月18日 - 合格者発表（於中里中）。合格者数150名（男81、女69）。
  - 3月27日 - 校舎建築第一期工事竣工。
  - 4月1日 - 開校。
  - 4月9日 - 開校式並びに第1回入学式挙行。
  - 4月24日 - PTA設立総会開催。
  - 10月15日 - 校舎建築第二期工事竣工。
  - 11月6日 - 創立記念式典並びに校舎建築落成式挙行。校歌、校旗制定披露。この日をもって開校記念日とする。
- 1979年（昭和54年）
  - 7月20日 - 第二体育館竣工。
  - 8月12日 - 同窓会設立総会開催。
  - 9月11日 - 中里高校生徒会館竣工。
- 1981年（昭和56年）6月11日 - 校訓の碑除幕式挙行。
- 1983年（昭和58年）5月26日 - 12時頃に発生した日本海中部地震により、主として配管類に被害が発生。
- 1985年（昭和60年）6月21日 - 克雪トレーニングセンター竣工。
- 1986年（昭和61年）
  - 9月2日 - 屋内相撲道場竣工。
  - 10月24日 - 創立10周年記念式典挙行。『記念誌』及び『同窓会名簿』を発行。
- 1989年（平成元年）3月6日 - 運動用具庫完成。
- 1991年（平成3年）3月14日 - 2号倉庫完成。
- 1994年（平成6年）11月8日 - 大規模改修（教室棟外壁等）。
- 1995年（平成7年）10月31日 - 大規模改修（管理棟外壁等）。
- 1996年（平成8年）
  - 11月6日 - 創立20周年記念式典挙行。記念誌「風のレール」及び「同窓会名簿」を発行。 記念事業（中庭整備、生徒会館補修、トレーニングマシン、情報処理用ソフト購入）。
  - 11月12日 - 大規模改修（ボイラー等）。
- 1997年（平成9年）
  - 4月1日 - 募集定員80名となる。
  - 12月1日 - 中庭植栽工事。
- 1998年（平成10年）11月30日 - 第一体育館大規模改修。
- 2001年（平成13年）
  - 3月20日 - 第二体育館及び受水槽改修。
  - 5月31日 - 校内LAN整備事業設備設置。
- 2002年（平成14年）
  - 3月25日 - 第一体育館渡り廊下改修工事。
  - 3月28日 - 情報処理室教育用コンピュータ更新。
- 2003年（平成15年）4月1日 - 募集定員70名となる。2学期制を導入。
- 2004年（平成16年）3月31日 - 普通教室棟廊下改修工事。
- 2005年（平成17年）
  - 3月4日 - 克雪トレーニングセンター、屋内相撲場解体。
  - 8月31日 - 屋内練習場完成。
  - 11月6日 - 創立30周年記念式典。記念誌「百花斉放」を発行。記念事業（屋内練習場改築）。
- 2006年（平成18年）3月28日 - 職員・生徒玄関アルミ引戸改修工事。
- 2007年（平成19年）4月1日 - 3学期制導入。
- 2008年（平成20年）7月30日 - ボイラー煙突改修工事。
- 2009年（平成21年）
  - 1月10日 - 第二体育館耐震補強工事。
  - 3月18日 - 教室棟二階トイレ改修工事。
- 2010年（平成22年）
  - 1月31日 - 第一体育館耐震補強工事。
  - 3月25日 - 第一体育館床塗装工事。
- 2011年（平成23年）
  - 2月4日 - 管理棟二階トイレ改修工事。
  - 2月15日 - 放送設備改修工事。
  - 4月22日 - 生徒昇降口屋上防水工事。同日、第一体育館電動ステージ修理。
  - 10月21日 - 弓道場防矢ネット設置工事。同日、非常放送設備更新工事。
- 2012年（平成24年）
  - 2月1日 - 第二体育館パスケットボールコートライン改修工事。
  - 3月30日 - 男子トイレ便器取替工事。
  - 6月21日 - 運動用具庫解体及び撤去工事。
  - 8月27日 - 昇降口防犯用外灯設置工事。
- 2014年（平成26年）4月1日 - 募集定員40名（1クラス）となる。
- 2015年（平成27年）8月21日 - 機械室及び屋外消火栓配管改修工事。
- 2016年（平成28年）
  - 9月16日 - 自転車置場・フェンス撤去工事、自転車置場一部補強。
  - 11月6日 - 創立40周年記念式典挙行。記念誌を発行。
- 2017年（平成29年）8月2日 - 第一体育館ステージ幕ワイヤー取替工事。
- 2019年（平成31年）
  - 3月6日 - 暖房ボイラー改修工事。
  - 3月26日 - 高圧区分開閉器等更新工事。
- 2020年（令和2年） - 同年度をもって、廃校のため募集停止[1]。
- 2021年（令和3年）10月2日 - 閉校式挙行[2]。
- 2022年（令和4年）
  - 3月1日 - 最後の卒業式挙行。最後の卒業生は10名[3]。
  - 3月31日 - 閉校[1]。

## 所在地
- 北津軽郡中泊町大字高根字小金石567

## アクセス
- 弘南バス小泊線「中里高校前」バス停下車後、徒歩425m・約7分。
- 津軽鉄道線津軽中里駅から、
  - 上述の路線バスで15分、中里高校前バス停下車後、徒歩。
  - 車で、約5.5km・約9分。